# 對立教宗本篤十三世

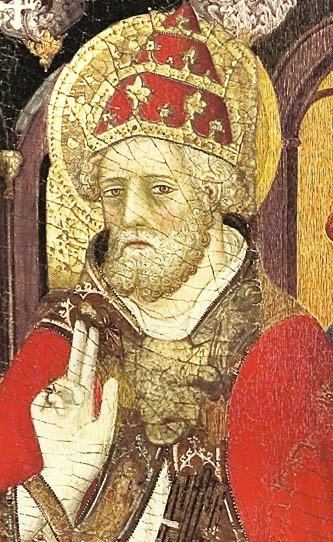
對立教宗本篤十三世

本篤十三世（Benedict XIII，1328年—1423年5月23日），原名佩德羅·馬丁尼斯·德·盧納（Pedro Martínez de Luna），是阿维尼翁教廷的一位對立教宗，在克勉七世死後繼位。在位期間：1394年9月28日—1423年5月23日。
佩德羅出生於亞拉岡王國伊柳埃卡。1378年教廷分裂，克勉七世被選為對立教宗並把教廷遷回阿维尼翁。1394年克勉七世去世，佩德羅被樞機們選為繼任對立教宗，稱本篤十三世。
1406年，新當選的羅馬教宗額我略十二世向本篤十三世提議雙方同時辭職，以讓一位新的合法教宗能被選出，但本篤十三世拒絕。1409年的比薩大公會議選出的對立教宗亞歷山大五世不被雙方承認，至此已同時出現了三位教宗。康士坦斯大公會議在1417年選出瑪定五世為新任教宗，瑪定五世受到各方承認，此時僅有亞拉岡王國支持本篤十三世的教宗聲索。他在1423年去世。阿维尼翁教廷選出對立教宗克勉八世作為他的繼任者。